# 田中邦裕
田中 邦裕（たなか くにひろ、1978年1月14日 - ）は、日本の実業家。さくらインターネット代表取締役社長。特定非営利活動法人日本データセンター協会理事長、一般社団法人ソフトウェア協会会長、一般社団法人日本インターネットプロバイダー協会副会長、一般社団法人ブロックチェーン推進協会副代表理事、株式会社アイモバイル社外取締役、株式会社i-plug社外取締役、株式会社ABEJA社外取締役、未踏ソフトウェア創造事業プロジェクトマネジャー(PM)、AI戦略会議構成員。

## 概要
1978年1月14日、大阪府大東市出身。1979年、奈良県大和郡山市に移住。1984年、 大和郡山市立片桐西小学校へ入学。1989年、兵庫県多紀郡丹南町（現丹波篠山市）に移住。丹南町立味間小学校へ転入。1990年、丹南町立丹南中学校へ入学。1992年、横浜市戸塚区に移住。横浜市立南戸塚中学校へ転入。1993年、単身で京都府舞鶴市に移住。舞鶴工業高等専門学校入学。 サークル「電子制御研究会」を設立。在学中に創業、無料レンタルサーバー事業を開始。1996年12月23日、さくらインターネットを創業。1998年4月 、有限会社インフォレストを設立。1999年8月、さくらインターネット株式会社を創業し社長に就任。2005年10月に、当時4番目の若さで東証マザーズへの上場を果たした。

## 講演
- （IVS 2018 Winter Kanazawa、2018年12月19日）IVS DOJO
- （U-25 kansai pitch contest in TOKYO、2019年9月6日）今U-25で起業するなら何をする
- （Cloud Native Talk Night vol.4、2020年3月3日）クラウドネイティブ運用の最適解

### 動画
- さくらインターネット株式会社～創業6年で上場。高品質・低価格のレンタルサーバで売上100億円を突破～ - YouTube